# Стефанівський Михайло Адальбертович

Михайло Стефанівський

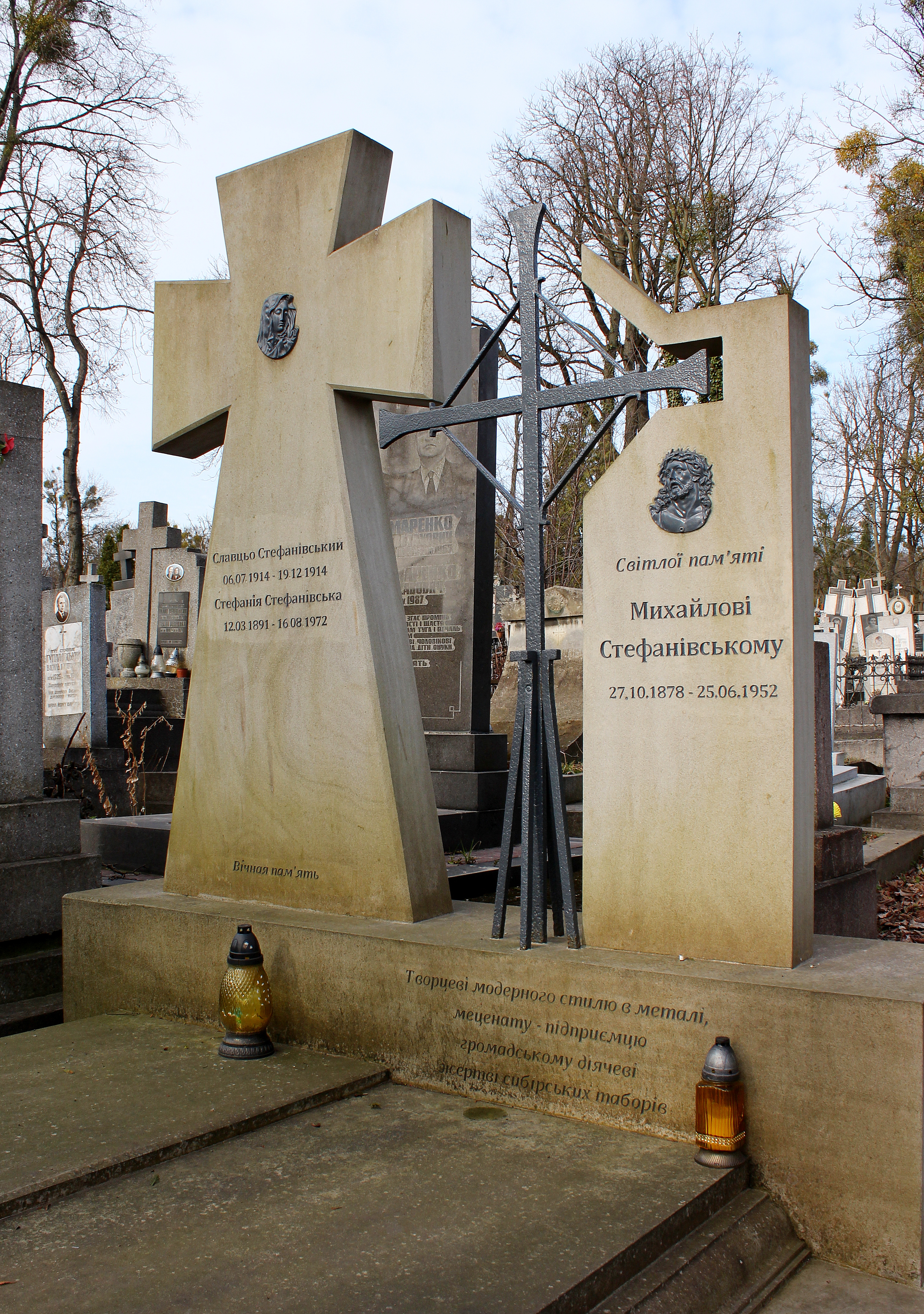

Стефанівський Михайло Адальбертович (2 жовтня 1878, Бібрка, Галичина, Австро-Угорщина — 25 червня 1952, юрти Бєгітінскіє, РРФСР, СРСР) — львівський ремісник, один з організаторів українського міщанства в Галичині.

## З біографії
Народився 1878 року в місті Бібрка неподалік Львова. У 16-річному віці переїхав до Львова. 1896 року вступив на відділ художнього слюсарства Державної промислової школи. Працював у Львівській слюсарській майстерні Григорія Васіки. Майстерня знаходилась у дворі будинку № 16 на вулиці Коперника. Через деякий час після смерті Васіки став власником майстерні і багатократно розширив виробництво. З його майстерні походять численні вироби художнього кованого металу в архітектурі Львова, композиційне вирішення яких майстер будував використовуючи мотиви укр. народного орнаменту. Стефанівський — один з організаторів українського міщанства (зокрема, ремісництва Львова й Галичини), довголітній голова львівського Міщанського Братства, співзасновник Міщанської Каси, діяч ремісничого товариства «Зоря», член гололовних управ ряду крайових економічних і культурних товариств, член ЦК УНДО. У 1951 р., у сімдесятитрьохрічному віці, був заарештований і ув'язнений в тюрмі № 2 на вулиці Замарстинівській у Львові. В червні того ж року, рішенням «особого совєщанія» при МДБ СРСР, як посібник ОУН, висланий з усією сім'єю до спецпоселення юрти Бєгітінскіє (тепер с. Бєгітіно) Вагайського р-ну Тюменської області Росії, де, згідно з Указом Президіуму Верховної Ради СРСР від 26 листопада 1948 р., залишений довічно в місцях обов'язкового поселення без права повернення до попереднього місця проживання. Помер 25 червня 1952 р.
У Львові, на 14 полі Янівського цвинтаря є поховання родини Стефанівських.. Сам майстер ковальської справи Михайло Стефанівський, вписаний про пам'ять.

## Творчий доробок
Серед найбільш знакових робіт фірми Михайла Стефанівського, які збереглися до наших днів:
- Металева оздоба екстер’єру та інтер’єру бурси Народного дому на вулиці Лисенка, 14, у якій сьогодні знаходиться відділення рідкісної книги Львівської національної наукової бібліотеки імені Василя Стефаника (архітектора Івана Левинського)
- Усі металеві роботи екстер’єру та інтер’єру будівлі страхового товариства «Дністер» на вулиці Руській, 20
- Металеві вироби для Народної лічниці імені Митрополита Андрея Шептицького на вулиці Озаркевича, 4, під час зведення якої був членом Комітету будови та технічним директором Українського шпиталю
- Металеві роботи для бурси Українського педагогічного товариства на вулиці Генерала Чупринки, 103
- Металева оздоба Українського академічного дому на вулиці Коцюбинського, 21
- Металеві роботи для Національного музею у Львові
- Екстер’єри комплексу будівель на вулиці Богомольця (архітектора Івана Левинського)
- Огорожа довкола церкви Святого Миколая на вулиці Богдана Хмельницького, 28
- Брама Художньо-меморіального музею Івана Труша на вулиці Труша, 28
- Металевий 25-метровий пам’ятник-хрест до 100-ліття з дня народження Маркіяна Шашкевича у селі Підлисся Золочівського району Львівської області